# Маханово (Поспєлихинський район)
Маха́ново (рос. Маханово) — селище у складі Поспєлихинського району Алтайського краю, Росія. Входить до складу Поспєлихинської сільської ради.

## Населення
Населення — 87 осіб (2010; 83 у 2002).
Національний склад (станом на 2002 рік):
- росіяни — 93 %